# جان هندريك فان دن بيرغ
جان هندريك فان دن بيرغ (بالهولندية: Jan Hendrik van den Berg)‏ هو عالم نفس وأستاذ جامعي وطبيب نفسي هولندي، ولد في 11 يونيو 1914 في ديفينتر ‏ في هولندا، وتوفي في 22 سبتمبر 2012 في Gorinchem ‏ في هولندا.